# Giovanni Francesco Anerio
Giovanni Francesco Anerio (Rome, 1567 – Graz, 11 juin 1630) est un compositeur Italien de la fin de la Renaissance et du début du Baroque, et un membre de École romaine des compositeurs. Il était le frère cadet d'un autre compositeur important de la même période, Felice Anerio.

## Biographie
Sa principale contribution à l'histoire de la musique est dans le domaine de l'oratorio.
Chanteur dans le chœur d'enfants de la Basilique Saint-Pierre de Rome, puis élève de Giovanni Pierluigi da Palestrina, il est nommé maestro di cappella en 1600 à l'Archibasilique Saint-Jean-de-Latran. Il travaille quelques années à Vérone comme maître de chapelle (maestro di cappella) de la cathédrale, avant de retourner à Rome où il exercera à l'église Santa Maria ai Monti. Il fut appelé en 1624 à la cour de Sigismond III roi de Pologne en qualité de maître de cour. Il meurt sans revoir Rome, sur le chemin de l'Italie, à Graz, en 1630.
Il a d'abord eu  des relations étroites avec les Jésuites, auxquels il doit probablement son voyage en Pologne, et c'est d'ailleurs dans leur église qu'il célébra sa première messe le 7 août 1616, après avoir finalement choisi la voie sacerdotale. Ses premiers mottets, et d'autres pièces de musique religieuse, furent dédiés au père Acquaviva, général des Jésuites, dès son retour à Rome.
Après les jésuites, Anerio s'est rapproché de la congrégation romaine de l'oratoire fondée par  Saint Philippe Néri, et du cardinal Ginnasi (de Bologne) dont il devient le musicien privé. Anerio a composé le Teatro armonico e spirituale, publié en 1619, qui marque une étape importante de l'histoire de l'oratorio en langue vulgaire.

## Œuvres
En plus de ses oratorios, Giovanni Francesco Anerio fut un fécond producteur de musique sacrée avec plus de 320 œuvres auxquelles s'ajoutent des Madrigals et des canzonettes, ainsi que quelques recueils de musique instrumentale comme le Libro delle gagliarde intavolate per sonare nel cembalo e liuto (1607).
On retiendra du répertoire sacré la transcription à quatre voix de la Missa Papae Marcelli de Palestrina, la Messe de la Bataille et la Messe Paulina Borghesia sur le Quem dicunt homines dédiée au Pape Paul V Borghese, un Requiem, plusieurs Litanies et de nombreux motets.
Les oratorios sont eux tous composés en langue vulgaire dont le Dialogue Pastoral de la crèche (1600) et le précédemment cité Théâtre harmonique spirituel.

## Sources
- Anerio e Narni

- (it) Cet article est partiellement ou en totalité issu de l’article de Wikipédia en italien intitulé « Giovanni Francesco Anerio » (voir la liste des auteurs).